# 김후옥
김후옥(1908년 ~ 1981년)은 광주와 서울 등지에서 YMCA 운동과 같은 학생운동을 했던 사람이었으며, 광주 YMCA의 주요 활동가이자, 광주 보이스카웃 연맹 등의 시조로 알려져 있는 사람이다. 조국이 해방된 후에는 대한민청이나 대한청년단의 간부로도 활동했으며, 일제강점기 때에는 청년단 활동이나, 스포츠 지도 등으로 후학 양성을 했다. 광주학생항일운동과 6.25전쟁에 참여한 적이 있다.

## 경력
- 1931년: 소년척후대 조직
- 1971년: 광주Y체육관장

## 김후옥이 등장한 작품
- 《야인시대》(2002) (배우: 송금식)